# Jacques Scherer
Jacques Scherer (* 24. Februar 1912 in Paris; † 4. Juni 1997) war ein französischer Romanist und Theaterwissenschaftler.

## Leben und Werk
Scherer war Absolvent der École normale supérieure. Er bestand die Agrégation 1936. Von 1938 bis 1939 lehrte er am Swarthmore College. Von 1942 bis 1943 arbeitete er für den Rundfunksender  Voice of America. 1944 leitete er die Auslandsabteilung im Informationsministerium der Provisorischen Regierung der Französischen Republik. Er habilitierte sich 1945 in Paris mit den Thèses  L'Expression littéraire dans l'oeuvre de Mallarmé (Paris 1947) und (Hrsg.) Corneille, Rodogune, Paris 1945. Von 1946 bis 1954 lehrte er an der Universität Nancy (ab 1948 als Professor). Von 1954 bis 1983 war er Ordinarius an der Sorbonne, zuerst für Französische Literatur, dann für Geschichte und Technik des französischen Theaters. 1959 gründete er mit Raymond Lebègue das Institut d’études théâtrales (IET). Von 1973 bis 1979 lehrte er an der Universität Oxford.

Jacques Scherer war verheiratet mit der Literaturwissenschaftlerin Colette Scherer, geb. Blé.

## Weitere Werke

### Monographien
- La dramaturgie classique en France (Paris 1950, 1959, 1970, 1986, 2001)
- La Dramaturgie de Beaumarchais, Paris 1954, 1970, 1989, 1994, 1999
- Le „Livre“ de Mallarmé. Premières recherches sur des documents inédits, Paris 1957, 1978
- Structures de Tartuffe, Paris 1966
- Sur le Don Juan de Molière, Paris 1967
- Le Cardinal et l'orang-outang. Essai sur les inversions et les distances dans la pensée de Diderot, Paris 1972
- Théâtre et anti-théâtre au XVIIIe siècle. An inaugural lecture delivered before the University of Oxford on 13 February 1975, Oxford 1975
- Grammaire de Mallarmé, Paris 1977
- Racine et/ou la cérémonie, Paris 1982
- Le Théâtre de Corneille, Paris 1984
- Dramaturgies d'Œdipe, Paris 1987
- (mit Colette Scherer) Le théâtre classique, Paris 1987, 1993 (Que sais-je ? 1414)
- Le théâtre en Afrique noire francophone, Paris 1992
- Dramaturgies du vrai-faux, Paris 1994

### Herausgebertätigkeit (Auswahl)
- (Hrsg.) Beaumarchais, Montréal 1945
- (Hrsg.) Rotrou, Cosroès. Tragédie, Paris 1950
- (Hrsg. mit René Bray) Œuvres complètes de Molière, 3 Bde., Paris 1954–1956
- (Hrsg.) Corneille, Théâtre complet, 4 Bde., Paris 1973
- (Hrsg.) Beaumarchais, Le Barbier de Séville, Paris 1982